# Geoffrey V. Davis
Geoffrey Vernon Davis (geboren 25. November 1943 in Birmingham; gestorben 22. November 2018 in Aachen) war ein britischer Literaturwissenschaftler, der in Deutschland arbeitete.

## Leben
Geoffrey Davis besuchte das King George V College in Southport. Er studierte von 1962 bis 1966 Romanistik und Germanistik am St Edmund Hall, Oxford, mit einem Bachelor-Abschluss und bis 1970 an der Universität Oxford mit einem Master-Abschluss. Davis ging nach Deutschland und arbeitete von 1966 bis 1976 als Lektor für Englische Sprache am Institut für Anglistik der RWTH Aachen. Er wurde 1977 in Aachen mit einer literaturwissenschaftlichen Dissertation über Arnold Zweig promoviert. Im Jahr 1999 habilitierte Davis an der Universität-Gesamthochschule Essen mit einer Arbeit über die gegenwärtige südafrikanische Literatur.
Davis hatte Gastprofessuren an Universitäten in Verona, Trient, Nizza. 1999/2001 nahm er eine Lehrstuhlvertretung für neue englischsprachige Literaturen und Kulturen an der Johann Wolfgang Goethe-Universität Frankfurt am Main wahr. Seit 2005 hatte er eine außerplanmäßige Professur für die neuen englischsprachigen Literaturen an der Universität Duisburg-Essen.
Davis forschte zu den postkolonialen Literaturen und war Mitherausgeber der Zeitschrift Matatu. Journal for African Culture and Society und zusammen mit Hena Maes-Jelinek und Gordon Collier Herausgeber der Reihe Cross/Cultures. Readings in the Post/Colonial Literatures in English.
Davis war mit der Anglistin und Kriminalschriftstellerin Ingrid Davis (geboren 1969) verheiratet.

## Schriften (Auswahl)
- Arnold Zweig in der DDR. Entstehung und Bearbeitung der Romane „Die Feuerpause“, „Das Eis bricht“ und „Traum ist teuer“. Bouvier, Bonn 1977.
- mit Michael Senior (Hrsg.): South Africa: the Privileged and the Dispossessed. Schöningh, Paderborn 1983.
- mit Matsemela Manaka und Jürgen Jansen: Towards Liberation: Culture and Resistance in South Africa. (= Matatu. Jg. 2, H. 3/4). 1988.
- mit D. R. Midgley, Hans-Harald Müller (Hrsg.): Arnold Zweig: Poetik, Judentum und Politik. Akten des Internationalen Arnold-Zweig-Symposiums, Universität Cambridge 1987. Bern: Lang, 1989.
- als Hrsg.: Crisis and Conflict in Southern Africa. verlag blaue eule, Essen 1990.
- als Hrsg.: Crisis and Creativity in the New Literatures in English: Canada. Rodopi, Amsterdam 1990.
- mit H. Maes-Jelinek (Hrsg.): Crisis and Creativity in the New Literatures in English. Rodopi, Amsterdam 1990.
- mit A. Wieger (Hrsg.): Kanada: Gesellschaft – Landeskunde – Literatur. Königshausen & Neumann, Würzburg 1991.
- mit W. Kreisel, P. H. Marsden und J. Jansen (Hrsg.): Neuseeland im pazifischen Raum. (= Pazifik-Forum. Vol. 3). Aachen 1992.
- mit M. T. Bindella (Hrsg.): Imagination and the Creative Impulse in the New Literatures in English. Rodopi, Amsterdam 1993.
- als Hrsg.: Voyages and Explorations: Southern African Writing. (= Matatu. 11). 1994.
- South Africa. (= World Bibliographical Series. Vol. 7). Rev. ed. Oxford 1994.
- mit Anne Fuchs (Hrsg.): Theatre and Change in South Africa. Harwood Academic, Amsterdam 1996.
- mit Hena Maes-Jelinek und Gordon Collier (Hrsg.): A Talent(ed) Digger: Creations, Cameos and Essays in honour of Anna Rutherford. Rodopi, Amsterdam 1996.
- als Hrsg.: Beyond the Echoes of Soweto: Five Plays by Matsemela Manaka. (= Contemporary Theatre Series. Vol. 23). Harwood Academic, London 1997.
- mit D. Riemenschneider (Hrsg.): Aratjara: Aboriginal Culture and Literature in Australia. Rodopi, Amsterdam 1997.
- Voices of Justice and Reason. Apartheid and Beyond in South African. Habilitationsschrift. Rodopi, New York 2003.
- mit P. H. Marsden (Hrsg.): Towards a Transcultural Future: Literature and Human Rights in a ‘Post’-Colonial World. Rodopi, Amsterdam 2004.
- mit P. H. Marsden, Marc Delrez und Bénédicte Ledent (Hrsg.): Towards a Transcultural Future: Literature and Society in a `Post´- Colonial World. Rodopi, Amsterdam 2004.
- mit Christine Matzke und Adiremi Raji-Oyelade: Of Ministrelsy and Masks: The Legacy of Ezenwa-Ohaeto in Nigerian Writing. Rodopi, Amsterdam 2006.
- mit G. N. Devy, Kalyan Kumar Chakravarty (Hrsg.): Indigeneity: Culture and Representation. Orient BlackSwan, New Delhi 2009.
- mit G. N. Devy und K. K. Chakravarty (Hrsg.): Voice and Memory: Indigenous Imagination and Expression. Orient BlackSwan, New Delhi 2011.
- mit G. N. Devy und K. K. Chakravarty (Hrsg.): Narrating Nomadism: Tales of Recovery and Resistance. Routledge, New Delhi / London 2013.
- mit G. N. Devy und K. K. Chakravarty (Hrsg.): Knowing Differently: The Challenge of the Indigenous. Routledge, New Delhi / London 2013.
- mit Frank Schulze-Engler (Hrsg.): African Literatures. Postcolonial Literatures in English: Sources and Resources. Vol. 3, WVT, Trier 2013.
- mit Bernth Lindfors (Hrsg.): African Literature and Beyond: A Florilegium. Festschrift for James Gibbs. Rodopi, Amsterdam 2013.
- mit G. N. Devy und K. K. Chakravarty (Hrsg.): Performing Identities: The Celebration of Indigeneity in the Arts. Routledge, New Delhi 2014.
- Feuchtwanger und Berlin. Peter Lang, Oxford 2015.
- mit G. N. Devy und K. K. Chakravarty (Hrsg.): The Language Loss of the Indigenous. Routledge, New Delhi 2016.
- mit B. Ledent und M. Delrez (Hrsg.): The Invention of Legacy. Rodopi, Amsterdam 2016.
- mit G. N. Devy (Hrsg.): Key Concepts in Indigenous Studies. Routledge, New Delhi 2017. 10 vols.
- mit Anne Fuchs (Hrsg.): Black and South Asian British literatures. WVT, Trier 2018.